# Centre Catòlic de Sant Joan
El Centre Catòlic de Sant Joan, situat a Mallorca, és un edifici històric amb una trajectòria estretament vinculada a la vida religiosa, social i cultural del poble de Sant Joan durant el segle xx. Va ser construït sota la direcció del capellà Francesc Mas i Galmés, que va impulsar el projecte el 1919 en un context de creixement d'iniciatives religioses i culturals al poble.

## Descripció
El Centre Catòlic de Sant Joan és un edifici neoclàssic de dues plantes amb terrassa i torreta central. La façana principal està feta de marès amb portals d'arc escarser a la planta baixa i finestres de llinda al primer pis, flanquejades per pilastres toscanes. Un balcó central amb balustres corona les tres finestres centrals. A la terrassa, una estructura amb finestra d'arc de mig punt i vitralls inclou la inscripció «Centre Catòlic». L'edifici es completa amb l'escut de Sant Joan, la inscripció «A Fra Lluís Jaume» i una estàtua del frare.

## Història
L'origen del Centre Catòlic es troba en la necessitat d'un espai per a la Congregació Mariana i el Sindicat Agrícola Catòlic, dues organitzacions que en aquell moment iniciaven les seves activitats a Sant Joan. L'edifici fou dissenyat per l'arquitecte Joan Vich Nebot i es va construir sobre un solar que abans havia format part de la rectoria vella, ubicat en el que avui és la plaça del Rei Joan Carles I. Aquest terreny, dividit en parts menors, va ser adquirit progressivament per Francesc Mas i altres copropietaris. El març de 1919, Mas va completar l'adquisició de les parts restants, establint la base sobre la qual es construiria el nou edifici.
El projecte inicial del Centre Catòlic contemplava un edifici de tres plantes, amb una distribució que incloïa un teatre a la planta superior, destinat a les activitats culturals de la comunitat. Tot i això, durant el procés de construcció es van fer modificacions per ampliar l'espai disponible, ja que Mas va adquirir una propietat adjacent que va permetre destinar un espai més gran al teatre. El finançament de la construcció es va dur a terme majoritàriament amb fons propis de Francesc Mas i amb la venda de participacions de mil pessetes cadascuna a diversos particulars, sense interès, amb la promesa de retornar-les deu anys després de la inauguració de l'edifici. Malgrat aquesta iniciativa, Mas va acabar finançant la major part de la construcció, que va costar més de 60.000 pessetes. Un element notable del Centre Catòlic és el monument dedicat a Fra Lluís Jaume, que es va incorporar a l'edifici gràcies a una subscripció popular. Aquest monument, de l'escultor Tomàs Vila Mayol, es va incloure a la façana com a homenatge a Fra Lluís, després que una peregrinació franciscana el 1917 incrementés l'interès dels santjoaners per la seva figura.
La inauguració oficial del Centre Catòlic va tenir lloc el 24 de juny de 1922 i va comptar amb la presència del bisbe Rigobert Domènec, que va beneir l'edifici. L'espai va ser concebut com un lloc de reunió per a diverses activitats religioses, socials i culturals, a més de servir de centre d'esbargiment per a la comunitat. Durant les festes patronals de Sant Joan del mateix any, la comunitat va expressar el seu reconeixement a Francesc Mas per la seva dedicació en la construcció del centre amb la col·locació d'una làpida commemorativa al saló principal de l'edifici. En el seu testament, datat el 3 de febrer de 1950, Francesc Mas va llegar l'edifici a la parròquia de Sant Joan.
L'edifici patí dos incendis, un el 1930 i un altre el 1978, que provocà la clausura de l'edifici degut a la destrossa ocasionada. Des de llavors, en diverses ocasions s'ha intentat recuperar el seu ús comunitari però l'Ajuntament de Sant Joan i el Bisbat de Mallorca no han pogut arribar a cap acord.

## Sala de cinema
El Centre Catòlic es va construir com un espai d'esbarjo per a la comunitat, incloent-hi un cinema. Tot i això, la inclusió del cinema no estava exempta de controvèrsia, ja que alguns membres del clergat es van oposar al projecte, considerant-lo un element potencialment pervertidor per a la població.
El 17 de gener de 1930, durant la festivitat de Sant Antoni, es va produir un incendi al Cine Centre Catòlic de Sant Joan, originat a la cabina de projecció. El foc, provocat per l'acumulació de fragments de pel·lícules censurades, fetes de cel·luloide inflamable, només va afectar aquesta zona i no va causar víctimes gràcies a una evacuació ràpida, tot i que es van viure moments de tensió i algunes persones van patir ferides lleus. Malgrat tot, el cinema donà servei les següents dècades.
A la matinada del 9 de novembre de 1978 un incendi va destruir completament el cinema de Sant Joan, deixant l'edifici reduït a runes en poques hores. L'avís del foc es va rebre de matinada, moment en què alguns veïns i un equip de bombers de Palma van intentar sufocar les flames. Malgrat els esforços, l'edifici no va poder ser salvat. L'incendi, que va causar una gran commoció al municipi, va marcar el final d'un espai emblemàtic de la vida cultural de Sant Joan.